# Данілу Соуза Кампос
Дані́лу Со́уза Ка́мпос (фр. Danilo Sousa Campos, нар. 13 січня 1990, Сан-Луїс) — бельгійський футболіст бразильського походження, півзахисник турецького клубу «Антальяспор». Виступав за донецький «Металург» та дніпровський «Дніпро». Син колишнього футболіста Вамберто.

## Клубна кар'єра
Народився 13 січня 1990 року в бразильському місті Сан-Луїс. Коли Данілу було п'ять років, сім'я переїхала в Бельгію, де грав батько. Він там провів багато років і став громадянином цієї країни, через що Данілу автоматично також отримав громадянство Бельгії. Сам же Данілу розпочав займатись футболом в «Стандарді», за який грав його батько, а з восьми років разом з батьком перебрався до нідерландського «Аякса» і став навчатись в їх академії. 2007 року підписав юнацький контракт з «Аяксом» і в подальшому виступав за команди різних вікових категорій. У сезоні 2009-10 був заявлений на Лігу Європи, проте в основній команді так і не дебютував.

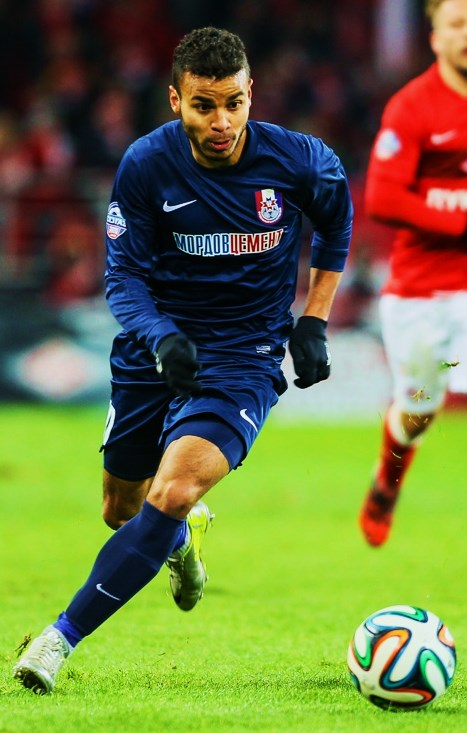
Даніло під час виступів за «Мордовію». 25 листопада 2014 року

У дорослому футболі дебютував 2010 року виступами за бельгійський «Стандард» (Льєж), в якому так і не зміг закріпитись, взявши участь лише у 3 матчах чемпіонату.
13 лютого 2012 року на правах вільного агента приєднався до складу донецького «Металурга», підписавши з ним трирічний контракт. Наразі встиг відіграти за донецьку команду 39 матчів в національному чемпіонаті.
У липні 2014 року перебрався до Росії, ставши гравцем клубу «Мордовія» (Саранськ), де провів наступний сезон, зігравши у 16 матчах чемпіонату, після чого покинув клуб.
У серпні 2015 року повернувся до України, підписавши контракт з «Дніпром».
20 січня 2016 року офіційно став гравцем «Антальяспора», підписавши контракт на 2,5 роки.

## Виступи за збірні
2007 року дебютував у складі юнацької збірної Бельгії, взяв участь у 10 іграх на юнацькому рівні.
Протягом 2010–2011 років залучався до складу молодіжної збірної Бельгії. На молодіжному рівні зіграв у 2 офіційних матчах.

## Особисте життя
Батько Данілу — колишній футболіст Вамберто, який лише на 15 років старший, ніж його син. Мати — Розана. Має також двох братів, один з них Вандерсон, також професійний футболіст і з 2013 року грає за «Льєрс», а до цього виступав за «Бєєрсхот».
Данілу знає шість мов: португальську, французьку, нідерландську, англійську, іспанську і трохи російську